# Gattatico
Gattatico is een gemeente in de Italiaanse provincie Reggio Emilia (regio Emilia-Romagna) en telt 5462 inwoners (31-12-2004). De oppervlakte bedraagt 42,4 km², de bevolkingsdichtheid is 128 inwoners per km².
De volgende frazioni maken deel uit van de gemeente: Cantone, Case Ponte Enza, Case Reverberi, Nocetolo, Olmo, Paulli, Praticello, Taneto.

## Demografie
Gattatico telt ongeveer 2127 huishoudens. Het aantal inwoners steeg in de periode 1991-2001 met 11,5% volgens cijfers uit de tienjaarlijkse volkstellingen van ISTAT.
| Jaar | Inwoneraantal |
| ---- | ------------- |
| 1991 | 4835          |
| 2001 | 5389          |

## Geografie
Gattatico grenst aan de volgende gemeenten: Brescello, Campegine, Castelnovo di Sotto, Parma (PR), Poviglio, Sant'Ilario d'Enza, Sorbolo (PR).
Albinea · Bagnolo in Piano · Baiso · Bibbiano · Boretto · Brescello · Busana · Cadelbosco di Sopra · Campagnola Emilia · Campegine · Canossa · Carpineti · Casalgrande · Casina · Castellarano · Castelnovo di Sotto · Castelnovo ne' Monti · Cavriago · Collagna · Correggio · Fabbrico · Gattatico · Gualtieri · Guastalla · Ligonchio · Luzzara · Montecchio Emilia · Novellara · Poviglio · Quattro Castella · Ramiseto · Reggio Emilia  · Reggiolo · Rio Saliceto · Rolo · Rubiera · San Martino in Rio · San Polo d'Enza · Sant'Ilario d'Enza · Scandiano · Toano · Ventasso · Vetto · Vezzano sul Crostolo · Viano · Villa Minozzo
- Gemeinsame Normdatei: 4679616-2
- MusicBrainz: 64ce1fb5-878b-4205-94e7-0af9672d0b8e
- Virtual International Authority File: 245847294
- WorldCat: E39PBJxWMxBDbwgXXT8yqdtFrq

1. ↑  https://demo.istat.it/?l=it.